# Muzeul de Științele Naturii din Dorohoi
Muzeul de Științele Naturii este un muzeu județean din Dorohoi. 
Clădirea a fost construită în stil baroc, în anul 1887, de către arhitecți italieni, după un proiect francez, cu destinația de reședință a prefecturii fostului județ Dorohoi. 
Muzeul are bogate colecții de insecte, moluște, minerale, păsări etc. 
Colecția entomologică a profesorului Ion Nemeș cuprinde aproximativ 250.000 de insecte autohtone (multe specii fiind noi pentru știință) și 4.500 de fluturi exotici obținuți prin schimb cu diverși colecționari din întreaga lume. 
Colecția de animale exotice - prof. Cătălin Rang și Donosie Pisică cuprinde exemplare de păsări, crustacee, șerpi etc. colectate în regiunea Zair, din Africa. 
În cadrul muzeului este prezentată și expoziția de artă contemporană - sticlă-porțelan - ce cuprinde obiecte realizate în anul 1985, la Fabrica de sticlă din Dorohoi, sub egida unei tabere de creație.
Clădirea muzeului este declarată monument istoric. 